# لوکاس وانک

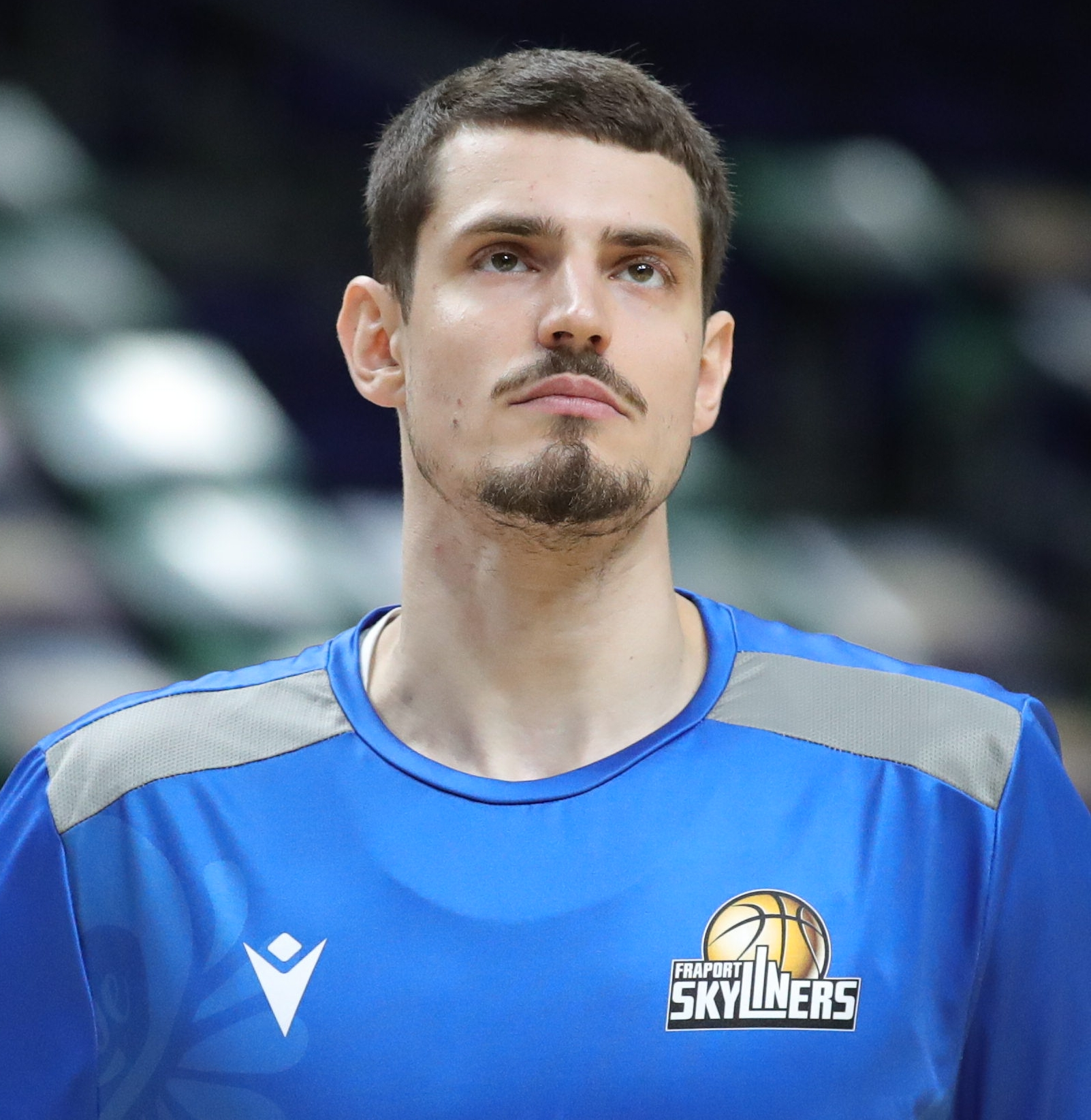
لوکاس وانک - ۲۰۲۳

لوکاس وانک (به آلمانی: Lukas Wankl؛ زاده ۲۴ ژانویه ۱۹۹۷) یک بازیکن بسکتبال اهل آلمان است.

## المپیک
وانک در بازی‌های المپیک تابستانی ۲۰۲۰ برای تیم ملی بسکتبال آلمان به میدان رفت.